# Метровагонмаш
„Метровагонмаш“ (до 1992 година: Митишчински машиностроителен завод) е компания в Русия, сред водещите предприятия в страната по производство на транспортна техника.
В днешно време влиза в групата на „Трансмашхолдинг“, който е 100% притежание на нидерландската фирма „The Breakers Investments BV“. В самата нея основни пакети акции (по 25% + 1) държат ОАО „РЖД“ (Руските железници) и „Alstom Transport“', а останалите 50% от акциите се държат от частни акционери.
Създадено е през 1897 г. в град Митишчи, Московска област. Основават го потомственият почетен гражданин С. И. Мамонтов, дворянинът К. Д. Арцибушев и гражданинът на САЩ А. В. Бари. В края на 1895 г. представят в Министерството на финансите проект, наречен „Московское акционерное общество вагоностроительного завода“. През 1896 г. е разрешено комитетът да се нарече компания, а нейният устав е утвърден от император Николай II. Официалното откриване на завода е през май 1897 г.
През 1926 г. заводът започва производство на първите съветски електрички (електрически железопътни мотриси), а през 1935 г. – и на метровагони за Московското метро.
Предприятието е специализирано в проектирането и изработването на подвижен състав на метрополитени и железници. Софийското метро също използва влакове, произведени от „Метровагонмаш“.

## Модификации метровагони
А/Ам | Б/Бм | Г (81 – 701) | Д (81 – 702) | Е (81 – 703) | Ер (опитен образец) | Еи (опитен образец) | Ем (81 – 704) | Ема (81 – 705) | Емх (81 – 706) | Еж (81 – 707) | Еж1 (81 – 708) | Ечс (81 – 709) | Еж3 (81 – 710) |
Еж6 (81 – 712) | Ев/Ев3 (81 – 713) | И (81 – 715/716 | 81 – 715.1/716.1 | 81 – 715.2/716.2 | 81 – 715.3/716.3) | Л (81 – 711) | 81 – 717/714 | 81 – 717.1/714.1 | 81 – 717.2/714.2 | 81 – 717.2М/714.2М |
81 – 717.3/714.3 | 81 – 717.4/714.4 | 81 – 717.5/714.5 | 81 – 717.5К/714.5К | 81 – 717.5М/714.5М | 81 – 717.5Б/714.5Б | 81 – 714.5П | 81 – 717.6/714.6 | 81 – 717.6К/714.6К | 81 – 718/719 |
„Яуза“ (81 – 720/721 | 81-720А/721А | 81 – 720.1/721.1) | „Русич“ (81 – 740/741 | 81-740A/741A | 81 – 740.1/741.1 | 81 – 740.2/741.2 |81 – 740.2Б/741.2Б | 81 – 740.4/741.4 | 81 – 740.4К/81 – 741.4К |81 – 760/761